# Kinesko-indijski rat
Kinesko-indijski rat, bio je oružani sukob koji je trajao od listopada do studenog 1962. a nastao je zbog graničnih sporova između Narodne Republike Kine i Republike Indije. Završio je kineskom pobjedom. Odigravao se u sjeni tadašnje Kubanske raketne krize. Vodio se istovremeno na dva bojišta udaljena 1000 kilometara: Zapadnom bojištu za Aksai Čin i Istočnom bojištu na području tzv. "Sjeveroistočne granične agencije", odnosno indijske savezne države Arunachal Pradesh, odnosno na nadmorskim visinama od nekoliko tisuća metara.

## Pozadina
Rat je nastao kao rezultat graničnih sporova koji su svoje korijene imali u vremenima britanske kolonijalne administracije u Indiji.  Konkretno, glavni spor je nastao oko tzv. McMahonove crte, koju je 1914. predložio britanski diplomat Henry Mc Mahon. Britanci su svoje prste u Tibetu imali još od 1904. kada su ga okupirali, da bi kasnije priznali Kini pravo na njega, no kad je u Kini 1911. izbila revolucija, Dalaj Lama je preuzeo vlast u Tibetu, što su 1914. priznali i Britanci. 1914. sazvana je tzv. "Simla konferencija", koja se vodla tripartitno između Indije, Kine i Tibeta, kako bi se odredile granice. Na konferenciji je predložena Mc Mahonova crta s kojim su se složile britanska i tibetska strana, no ne i Kina, koja je Tibet smatrala svojim teritorijem još od vremena Qing dinastije. Kad su se Kinezi tome usprotivili, Britanci i Tibećani dogovor su sklopili bilateralno a teritorij južno od te crte za britansku stranu postao je dio Britanske Indije.
1947. Indija je postala nezavisna, čime je naslijedila granicu, a dvije godine kasnije završio je i Kineski građanski rat u kojem su komunisti preuzeli vlast koja se konsoidirala nakon stoljeća nemira i mlitave državne vlasti.
1950. Kinezi su pokrenuli invaziju na Tibet, kojom su ga osvojili i anektirali. U idućim godinama Kinezi su čak i bili spremni prihvatiti Mc Mahonovu crtu pod uvjetom da Indija odustane od Aksai Čina, što Indijci nisu bili voljni napraviti. Kinezima je ova regija bila važna radi cestovnog povezivanja svojih zapadnih provincija (npr. Xinjiang) s državnim centrima na istoku. Novi problemi nastali su 1959. kad je Indija pružila azil Dalaj Lami, koji je iz Tibeta pobjegao u Indiju, na ogorčenje Kineza. Nakon što su Kinezi počeli graditi ceste u Aksai Činu, indijski premijer Nehru, krenuo je s politikom prednje vojne prisutnosti (tzv. forward policy), zbog čega je Indijska vojska počela graditi manje vojne baze na kineskom teritoriju unutar spornih područja.

## Rat
Od jeseni 1962. zaredali su se granični incidenti. Narodnooslobodilačka armija Kine 20. listopada pokrenula je sinkronizirani napad na obje fronte, koji je nakon četiri dana rezultirao zauzimanjem strateški važnog grada Tawanga na istočnom bojištu u Arunachal Pradeshu. Na zapadnoj, pak fronti, u Aksai Činu, Kinezi su također zauzeli 43 000 km2 teritorija. 14. studenog indijska je vojska pokušala izbaciti NOV Kine iz istočnog dijela spornih područja, što je rezultiralo pokretanjem masovnog kineskog napada u tom sektoru pod kojim su indijski položaji ostali "pregaženi" a snage NOV Kine zaustavile su napredovanje tek kad su stigle do podnožja Himalaja u dolini rijeke Brahmaputra. Do 21. studenog, Kineske su se snage jednostrano proglasile prekid vatre te se povukle s indijskog teritorija na istočnom dijelu bojišta, iza McMahonove linije, no ne i s novoosvojenih područja u Aksai Činu, koji su ostali pod njihovom kontrolom do današnjih dana. 

## Posljedice
Nakon rata, Nehru je pretrpio kritike u svojoj državi da je isprovocirao rat s Kinom bez adekvatne pripreme, te da u ratu nije koristio zrakoplovstvo u kojem je Indija bila nadmoćnaa nad Kinom. Raspale su se i perspektive za stvaranje tzv. "Azijskog bloka" između Kine i Indije kojim bi se dvije države oduprle dvijema glavnim blokovima u hladnom ratu. 